# Melormenoides asymmetrica
Melormenoides asymmetrica är en insektsart som först beskrevs av Metcalf och Bruner 1948.  Melormenoides asymmetrica ingår i släktet Melormenoides och familjen Flatidae. Inga underarter finns listade i Catalogue of Life.